# Hans Ulrich
Hans Ulrich (ur. 1908, zm. ?) – zbrodniarz nazistowski, dyrektor fabryk Deutsche Ausrüstungswerke w niemieckich obozach koncentracyjnych Buchenwald i Dachau oraz SS-Obersturmführer.
Członek NSDAP od 1930, SS od 1932 i Waffen-SS od 1940. W 1933 rozpoczął służbę w Dachau, początkowo kierując obozową masarnią. Następnie pracował dla DAW (Deutsche Ausrüstungswerke, pol. Niemieckie Zakłady Ekwipunku). W kwietniu 1943 został kierownikiem fabryki DAW w Dachau, następnie został przeniesiony na identyczne stanowisko do Buchenwaldu. W Dachau w skład zakładów wchodziły między innymi warsztaty stolarskie i ślusarskie oraz różnego rodzaju fabryki. Pracowali tam więźniowie wielu narodowości (w tym Polacy, Rosjanie, Włosi i Francuzi) w liczbie około ośmiuset. Ulrich nadzorował przekazywanie karnych raportów na ich temat, za co więźniowie skazywani byli na dotkliwe kary. Oprócz tego nie robił nic, by chronić więźniów podczas alianckich nalotów. Bił więźniów, którzy jego zdaniem pracowali zbyt wolno lub niedokładnie. Czynił to szczególnie w stanie upojenia alkoholowego.
W procesie członków załogi Dachau (US vs. Hans Ulrich i inni) (drugim oskarżonym był Otto Merkle), który miał miejsce w dniach 12–22 listopada 1946 przed amerykańskim Trybunałem Wojskowym w Dachau Ulrich skazany został na 20 lat pozbawienia wolności.